# اسماعیل کونه (بازیکن فوتبال، زاده ۱۹۸۸)
اسماعیل کونه (انگلیسی: Ismaël Koné؛ زادهٔ ۱۲ ژوئیهٔ ۱۹۸۸) بازیکن فوتبال اهل فرانسه است.